# Honnamaradi, Jagalur
Honnamaradi là một làng thuộc tehsil Jagalur, huyện Davanagere, bang Karnataka, Ấn Độ.